# کشش چارچوب
نظریه نسبیت عام اینشتین پیش بینی می کند که توزیع های جرم-انرژی ساکن غیرایستا فضازمان را به گونه عجیبی تحت تاثیر قرار می دهند که منجر به بروز پدیده کشش چارچوب (به انگلیسی: frame-dragging) می شود. اولین استنتاج در مورد اثر کشش چارچوب در سال ۱۹۱۸ در چارچوب نظریه نسبیت عام توسط ژوزف لنز و هانس تیرینگ ارائه شد و به عنوان اثر لنز-تیرینگ نیز شناخته می شود.
آنها پیش بینی نمودند که چرخش یک جسم پرجرم متریک فضازمان را دچار اعوجاج می کند و باعث می‌شود که مدار یک ذره آزمون نزدیک به آن دچار حرکت تقدیمی شود. این موضوع در مکانیک نیوتنی که میدان گرانشی یک جسم تنها به جرم آن و نه به چرخش جسم بستگی دارد اتفاق نمی‌افتد. اثر لنز-تیرینگ بسیار ناچیزاست. برای آشکارسازی آن لازم است که یک جسم بسیار پرجرم را بررسی کنیم یا وسیله ای بسازیم که بسیار حساس باشد.